# Plume d’Or 1994
Der Plume d’Or 1994 im Badminton wurde vom 13. bis zum 15. Mai 1994 in Caldas da Rainha ausgetragen. Es war die letzte Auflage der Veranstaltung. Frankreich gewann diese 20. Auflage mit einem 4:3-Sieg gegen Portugal. Jorge Rodriguèz und Tatiana Vattier gewannen das Mixed-Turnier im Endspiel mit 15:6 und 15:12. 1995 und 1996 stand der Plume d’Or auch im internationalen Terminplan, wurde beide Male jedoch abgesagt.

## Endstand
| Platz | Team       |
| ----- | ---------- |
| 1     | Frankreich |
| 2     | Portugal   |
| 3     | Schweiz    |
| 4     | Belgien    |